# Miguel Ángel Ladero Quesada
Miguel Ángel Ladero Quesada (Valladolid, 1943) és un historiador espanyol, considerat com una autoritat en la Guerra de Granada, en la fiscalitat i en general, el regnat dels Reis Catòlics i el trànsit entre la baixa edat mitjana i l'edat moderna a Castella.
De 1961 a 1965 va treballar com a arxiver a l'Arxiu General de Simancas. De 1966 a 1970 va compaginar la tasca d'arxiver amb la de professor adjunt a la Universitat Complutense de Madrid. El 1970 fou nomenat catedràtic d'història de la Universitat de La Laguna, el 1974 de la Universitat de Sevilla i des de 1978 Complutense de Madrid. És membre de l'Associació Espanyola de Ciències Històriques, de l'Institut Jerónimo Zurita (depenent del CSIC), de l'Institut d'Estudis Canaris i de les Comissions Internacionals d'Història de les Ciutats.
És doctor honoris causa per la Universitat de Cadis i Premio Nacional de Historia de España (1994 i 2004). Des de 1990 és acadèmic de la Reial Acadèmia de la Història.

## Obres
- Castilla y la conquista del reino de Granada (Valladolid, 1967)
- Andalucía en el siglo XV. Estudios de historia política (Madrid-C.S.I.C., 1974)
- Los mudéjares de Castilla y otros estudios de historia medieval andaluza (Granada, 1989)
- Andalucía en torno a 1492. Estructuras. Valores (Madrid, 1992)
- Los Reyes Católicos: la Corona y la unidad de España (Madrid, 1989)
- La Hacienda Real de Castilla en el siglo XV (Premi Menéndez Pelayo - Tenerife, 1973)
- Castilla en el siglo XV. Fuentes de renta y política fiscal (Barcelona, 1982)
- Las Ferias de Castilla. Siglos XII al XIV (Madrid, 1994)
- Historia Universal. Edad Media (Barcelona, 1992)
- Policratus de Juan de Salisbury: un estudio preliminar (Madrid, 1983).